# Henry James

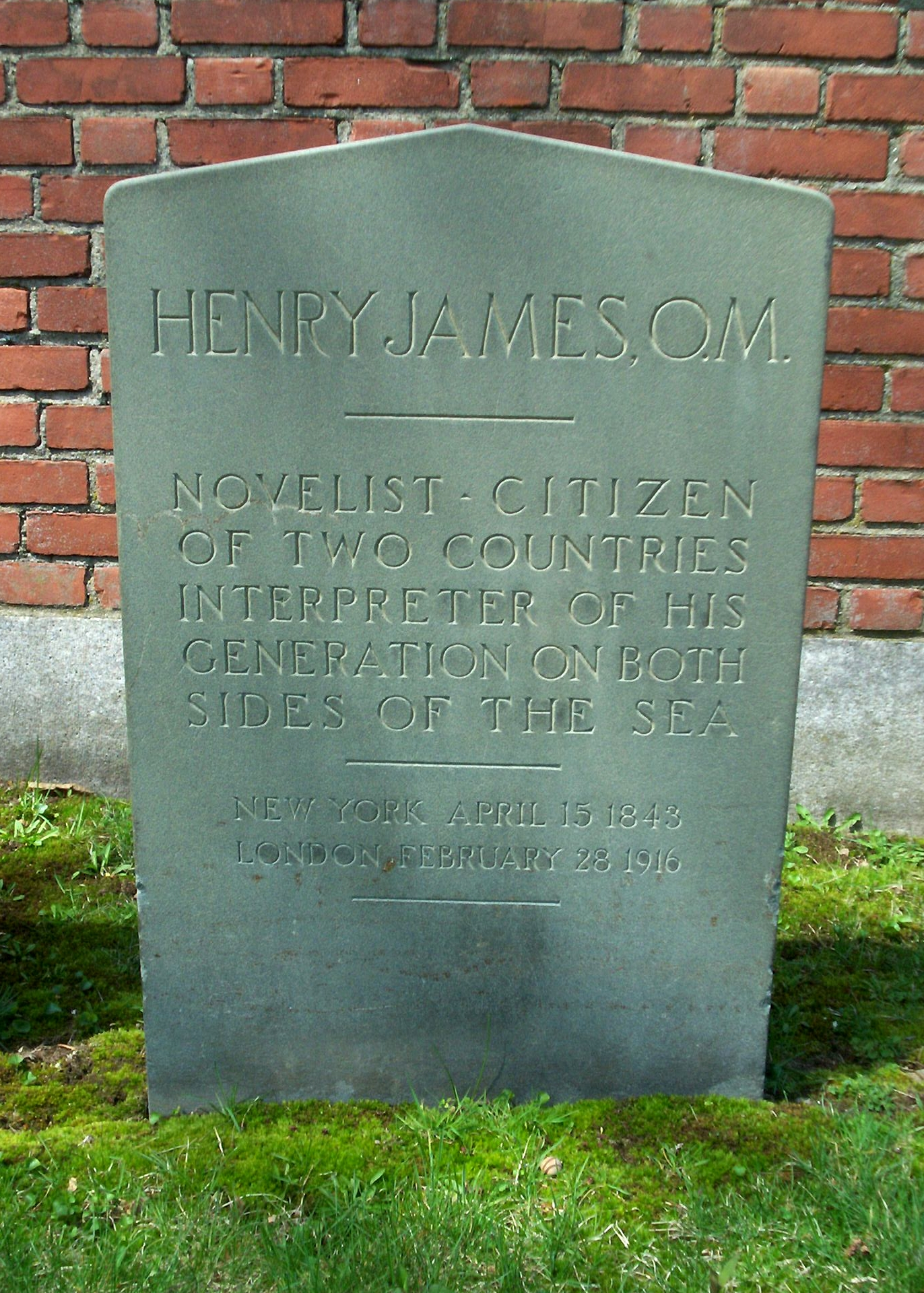
Graf van Henry James in Cambridge, Massachusetts

Henry James (New York, 15 april 1843 - Londen, 28 februari 1916) was een Amerikaans romanschrijver die wordt beschouwd als een van de sleutelfiguren uit het realisme in de literatuur. James was een van de belangrijkste schrijvers in de overgang van het 19e-eeuwse realisme naar het 20e-eeuwse modernisme, en wordt mede om die reden gezien als een van de belangrijkste schrijvers uit de Westerse literatuurgeschiedenis. 

## Biografie
Henry James was de zoon van Henry James sr. en de jongere broer van psycholoog en filosoof William James. Hij groeide op in een intellectueel milieu van filosofen en politici die vrienden of bekenden van zijn vader waren. Hieronder waren mensen als Henry David Thoreau, Nathaniel Hawthorne en Ralph Waldo Emerson.
Toen James nog jong was reisde hij al door Europa. Hij kreeg les van een tutor in Parijs, Londen, Bologna, Bonn en Genève. Hierna op de leeftijd van 19 jaar, begon hij aan een rechtenstudie aan Harvard. Hij heeft deze studie niet afgemaakt. Hij was meer geïnteresseerd in literatuur en verdiepte zich in de Engelse, Duitse, en Franse literaire klassiekers. De Russische schrijvers las hij in vertaling.
James bracht de grootste tijd van zijn leven door in Europa waar ook de meeste van zijn romans zich afspelen. Aan het einde van zijn leven werd hij Brits staatsburger. Hij was teleurgesteld in de Verenigde Staten vanwege het feit dat ze zich niet mengden in de Eerste Wereldoorlog en drukte op deze wijze zijn verbondenheid uit met zijn nieuwe vaderland. James is drager van de Britse onderscheidingsorde Order of Merit.

## Romans
James' romans worden beschouwd als realistisch, maar hij heeft zich laten beïnvloeden door uiteenlopende genres: reisverhaal (Italian Hours), spookverhaal (The Turn of the Screw) en de detective (The Aspern Papers). Zijn taalgebruik kan worden gekarakteriseerd als complex en poëtisch, maar zijn kortere verhalen zijn eenvoudiger en eenduidiger dan zijn langere werken.
Henry James beschouwde zelf The Ambassadors als zijn beste roman, al delen critici niet altijd zijn mening. Zijn bekendste roman is waarschijnlijk The Portrait of a Lady. Het verhaal gaat over de Amerikaanse vrouw Isabel Archer die net in Europa gearriveerd is en op zoek gaat naar haar toekomst in het aanlokkelijke Italië. De romans van James worden vaak gezien als maatschappijkritiek en zetten de Old World (Europa) vaak tegenover de New World (Verenigde Staten). Hierbij staat de Oude Wereld voor een aanlokkelijke, artistieke, corrumperende maatschappij, terwijl de mensen in de Nieuwe Wereld open, assertief en kil zijn.
Aan het eind van de 20e eeuw zijn er verschillende boeken van Henry James verfilmd. In 1968 werd The Portrait of a Lady verfilmd voor televisie. Merchant Ivory Productions maakte wittedoekversies van The Europeans (1979) en The Bostonians (1984). The Portrait of a Lady werd in 1996 opnieuw verfilmd door Jane Campion met in de hoofdrollen Nicole Kidman en John Malkovich.
Daarnaast is het boek The Turn Of The Screw bewerkt tot een opera door Benjamin Britten in 1954.

## Bibliografie

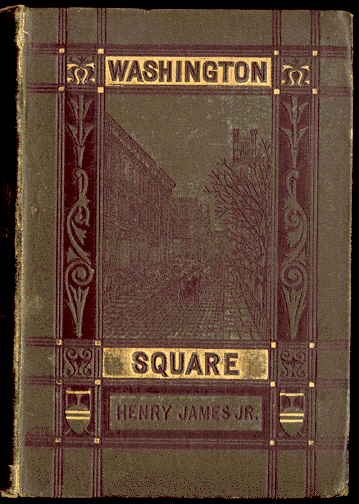
Omslag van de roman Washington Square (1881)